# District spécial Omar Torrijos Herrera
Le district spécial Omar Torrijos Herrera est l'une des divisions qui composent la province de Colón, au Panama. Sa capitale est Coclesito. Il a été fondé le 20 février 2018, par la loi 11, et a été créé par la ségrégation de territoires du district de Donoso. Sa superficie est de 198,6 km2.
Il tient son nom d'Omar Torrijos Herrera, chef du régime militaire au Panama (1968-1981), qui est mort dans un accident d'avion à Cerro Marta.

## Histoire
La ville de Coclesito a été officiellement fondée par Omar Torrijos le 8 août 1970. En 1971, il a fait venir plusieurs buffles d'eau de Trinité-et-Tobago pour établir une coopérative agricole à Coclesito. La coopérative a duré jusqu'en 1990, date à laquelle les buffles ont été répartis entre les ménages qui l'avaient exploitée. Aujourd'hui, l'exploitation minière est devenue la principale industrie de la région, et le tourisme intérieur se développe également,.
Le 20 février 2018, l'Assemblée nationale a décrété la création du district Omar Torrijos Herrera à partir de l'ancien corregimiento de San José del General dans le district de Donoso. Le district a élu son premier maire, Eulalio Yángáez, en 2019.

## Géographie
Omar Torrijos Herrera est situé dans la partie occidentale de la province de Colón, sur le versant atlantique de la chaîne de montagnes panaméenne. Il est bordé à l'ouest et au nord par le district de Donoso (appartenant à la même province) et à l'est et au sud par le district de La Pintada de la province de Coclé. La municipalité couvre une superficie de 198,6 km2.
Le terrain est montagneux, avec des pentes raides, et couvert de forêt tropicale. Le río Coclé del Norte forme la frontière orientale du district avec La Pintada. Le district se trouve dans la zone protégée à usage multiple de Donoso. La déforestation et la pollution causée par l'exploitation minière sont de graves préoccupations environnementales.

## Division administrative
Il comprend trois corregimientos :
- San José del General (es)
- San Juan de Turbe (es)
- Nueva Esperanza (es)

## Démographie
Lors du recensement de la population de 2010 au Panama, l'ancien corregimiento de San José del General (adjacent à l'actuel district Omar Torrijos Herrera) a enregistré une population de 2 248 habitants vivant dans 380 ménages. L'Institut national des statistiques et du recensement du Panama a prévu que la population de l'ancien corregimiento atteindrait 2 789 habitants d'ici 2020. Coclesito est la plus grande communauté du district et compte environ 1 200 habitants.
À proximité des concessions minières se trouvent plusieurs communautés habitées par le peuple autochtone Ngäbe, qui a commencé à s'installer dans la région à la fin des années 1980 et au début des années 1990.

## Culture
Omar Torrijos a construit une maison à Coclesito en 1978. Elle est devenue un musée après sa mort, conservant ses biens et son mobilier d'origine.
Depuis 2014, Coclesito célèbre le festival annuel du buffle d'eau le 8 août, date anniversaire de la fondation de la ville.

## Économie et infrastructures
Ces derniers temps, l'économie d'Omar Torrijos Herrera a été dominée par l'exploitation minière. L'éphémère mine d'or de Molejón, située à une dizaine de kilomètres à l'ouest de Coclesito, a été la première mine moderne du Panama. Elle a été exploitée de 2010 à 2013 par Petaquilla Minerals. À côté, la mine de Cobre Panama, qui produisait du cuivre Panama, a été le plus grand investissement du secteur privé de l'histoire du Panama et a commencé à fonctionner en 2019
La seule liaison routière entre le district et le reste du Panama est la route de gravier construite en 2006 qui va des mines à La Pintada en passant par Coclesito. Il y avait autrefois un aérodrome à Coclesito, aujourd'hui fermé, qui était la destination de l'avion transportant Omar Torrijos lorsqu'il s'est écrasé à proximité en 1981.

## Crédit d'auteurs
- (es) Cet article est partiellement ou en totalité issu de l’article de Wikipédia en espagnol intitulé « Distrito Especial Omar Torrijos Herrera » (voir la liste des auteurs).